# Шилль, Фердинанд фон
Фердинанд фон Шилль (нем. Ferdinand von Schill); 6 января 1776, Вильмсдорф, курфюршество Саксония — 31 мая 1809, Штральзунд) — прусский майор, участник Наполеоновских войн, национальный герой Германии.

## Биография
Фердинанд Баптист фон Шилль родился 6 января 1776 года или в 1773 году в имении Вильмсдорф (нем. Wilmsdorf (Bannewitz)) амта Диппольдисвальде (нем. Amt Dippoldiswalde) Майсенского района (нем. Meißnischer Kreis) Курфюршества Саксония, ныне подрайон общины Банневиц района Саксонская Швейцария — Восточные Рудные Горы дирекционного округа Дрезден федеральной земли Свободное государство Саксония Федеративной Республики Германия. Младший из четырёх братьев. Его отец был офицером, служил в австрийской и саксонской кавалериях. Приставку к имени «фон» получил за подвиги в Семилетней войне.
В 1787 году Фердинанд фон Шилль определился юнкером в Прусский гусарский полк Шиммельпфеннига, из которого вскоре был переведён в Померанский драгунский полк Королевы Прусской. В 1793 году был произведён во вторые лейтенанты. Он жил тихо и уединённо, с особым энтузиазмом изучал военные науки, но не отличался в практической службе и почитался своими начальниками и товарищами неисправным офицером.
С началом войны четвёртой коалиции с Наполеоном в 1806 году Шилль всё ещё был вторым лейтенантом, но открывшаяся кампания дала ему возможность проявить свои способности. В сражении под Ауэрштедтом, отрезанный в схватке от своего взвода и окружённый несколькими французскими всадниками, он один продолжал биться с противником, получил две тяжёлые раны в голову, но сумел спастись от смерти и плена. Вскоре он прибыл в Магдебург, но, предвидя скорое падение этой крепости, спустя несколько дней оставил город и добрался до Кольберга, где совершенно изнемог и остался больным.
Немного оправившись от раны и уяснив важность крепости Кольберга в тогдашних обстоятельствах, Шилль предложил свои услуги кольбергскому коменданту полковнику Людвигу Морицу фон Лукаду (нем. Ludwig Moritz von Lucadou), предлагая ещё до обложения крепости французами донимать их армию партизанскими налётами и снабдить Кольберг необходимыми для обороны запасами. Престарелый Лукаду долго не хотел соглашаться на это предложение, но, наконец, разрешил Шиллю начать рекогносцировки с несколькими спасшимися драгунами его полка, к которым присоединилась горсть добровольцев. Искусно распространяя слухи о близкой высадке русских войск, Шилль сумел замедлить движение неприятеля, и, при содействии местных жителей, не только снабдил Кольберг деньгами и продовольствием, но нанёс французам чувствительные удары, захватывая их транспорт, отдельные команды и богатую добычу. 7 декабря 1806 года Шилль был награждён прусским орденом «Pour le Mérite» («За заслуги»).
Число добровольцев в его отряде возрастало ежедневно и скоро он стал распространять свои наезды вплоть до Одры (Одера). Это пробудило в нём мысль составить целый волонтёрский корпус для ведения в Померании малой войны против французов. 12 января 1807 года он получил на то согласие короля Фридриха Вильгельма III и спустя несколько недель имел уже 4 эскадрона гусар, 1 эскадрон конных егерей и отряд пехоты: всего до 1000 человек правильно устроенных войск, предводимых опытными офицерами.
Шилль хотел овладеть островом Волином в устье Одры (Одера), чтобы оттуда действовать в тыл неприятелю, но два неудачных дела с французами (15 февраля 1807 года под Старгардом и затем под Наугардером) принудили его укрыться под стенами Кольберга.
Здесь он расположил свой отряд в укреплённой роще Майкуль на левом берегу Персанты и, с редкой неустрашимостью, защищал этот важный пост в продолжение четырёх месяцев, содействуя таким образом преемнику Лукаду, полковнику Гнейзенау, при обороне Кольберга.
В это время Шилль ездил также в Шведскую Померанию и затем в Стокгольм, чтобы отыскать новые средства на своим предприятиям, и послал для этой же цели надёжного офицера в Великобританию; но Тильзитский мир (7 июля 1807 года) прекратил его старания.
Заслуги Шилля были награждены чином майора, а его волонтёрский корпус, переформированный во 2-й Бранденбургский гусарский полк, назначен квартироваться в Берлине, куда он вступил в 1808 году, при общем восторге жителей. Этот приём, несмотря на свойственную Шиллю скромность, возвысил его патриотические чувства и уверенность в самом себе.
Он считал себя избранным судьбой для спасения отечества и мести французам за унижение Германии; война с Францией сделалась единственной мечтой Шилля и его единомышленников. Этому способствовали настроения множества недовольных немцев, даже побуждения прусского правительства, находившегося тогда в Кёнигсберге, обнажить меч при первом удобном случае и предпринять собственной волей поход на французов, обещая, что тогда Пруссия и вся Германия последуют его примеру.
9 апреля 1809 года началась война пятой коалиции с Наполеоном и вспыхнуло восстание Вильгельма Дернберга в Вестфалии, а также беспокойства в Ганновере. Шилль более не медлил и без согласия на то короля, под предлогом полевых манёвров, он оставил 28 апреля 1809 года Берлин, со своим полком, ротой егерей и несколькими офицерами, и двинулся к Эльбе. Но уже в Виттенберге он смог убедиться в нерасположении саксонцев к предпринятому им делу.
Шилль перешёл через Эльбу и вступил в Ангальтские владения, посылая разъезды вплоть до Галле. Там он узнал о поражении австрийцев, к которым он собирался присоединиться в сражении при Регенсбурге.
Шилль собрал военный совет. Большинством голосов было решено продолжать предприятие, вопреки неблагоприятным обстоятельствам, вторгнуться в Вестфалию и Северную Германию, где расположение умов жителей и малое число французских войск, казалось, давало средства вести с успехом партизанскую войну, а в случае неудачи, спастись в Англии.
Отряд направился к Кётену. В Додендорфе (нем. Dodendorf) он выдержал довольно упорное, но нерешительное дело с частью Магдебургского гарнизона и лишился нескольких офицеров. Оттуда Шилль прошел через Старую Мархию в Мекленбург, занял на некоторое время укреплённый город Дёниц и вступил в Росток и Висмар, тщетно надеясь найти там помощь со стороны англичан. Жители приняли его равнодушно и положение отряда со дня на день становилось опаснее.
Король вестфальский Жером (Иероним) Бонапарт оценил голову Шилля в 10000 талеров. Генерал Пьер Гийом Грасьен собирал против него в Ганновере голландские войска, генерал Иоганн фон Эвальд в Голштинии — датские войска, которые скоро стали теснить его с разных сторон.
Последним убежищем Шилля остался Штральзунд (Шведская Померания). Шилль, рассеяв несколько сотен мекленбуржцев, преградивших ему дорогу, занял этот город без сопротивления и приказал наскоро отремонтировать его старые укрепления. 31 мая 1809 года под стенами города появилась десятитысячная армия датчан и голландцев и, после непродолжительной канонады, пользуясь значительным превосходством своих сил, вошла в город. Воины Шилля продолжали защищаться в тесных улицах; он сам сражался в самом жарком месте битвы и, истекая кровью из нескольких ран, упал, пронзённый пулями на перекрёстке, где голландские конные егеря добили его сабельными ударами. Затем его голова была отрублена от тела и послана вестфальскому королю Жерому Бонапарту. Жером приказал заспиртовать её и передать на хранение в Лейденский естественно-исторический кабинет. Тело Шилля было захоронено в Штральзунде, на городском кладбище Св. Юргена.
С его смертью кончилось и сопротивление его сторонников. 200 всадников и егерей успели пробиться из Штральзунда и, получив свободный пропуск, возвратились в Пруссию, где нижние чины были распущены по домам, a офицеры преданы суду и заключены в крепость; почти такое же число солдат спаслось на лодках в Свинемюнде. Остальные пали в бою или были захвачены в плен и отосланы во Францию на галеры — за исключением одного офицера-шведа, Фридриха-Густава Петерсона, расстрелянного в Штральзунде 4 июня, и 11 офицеров, которых по приказу Наполеона расстреляли 16 сентября в Везеле.
Имя фон Шилля, как преступника, нарушившего дисциплину, по приказу короля Пруссии было «предано позору и забвению». Однако, в 1813 году, в ходе Освободительной войны, первый повстанец против Наполеоновской тирании, по приказу того же Фридриха Вильгельма III, был объявлен национальным героем.

## Память
Память Шилля и его сподвижников доныне высоко чтится в Германии. В Штральзунде существует музей отряда Шилля, памятными досками отмечены место гибели Шилля и место расстрела Петерсона. На могиле Шилля в 1830-х годах был сооружён памятник. В Везеле также был установлен памятник одиннадцати расстрелянным офицерам. В 1837 году в Брауншвейге была найдена голова Шилля, которая была перевезена в Штральзунд и захоронена на месте его гибели. Также памятники Шиллю были установлены близ Потсдама, откуда он начал свой последний поход, и на его родине в Вильмсдорфе в 1904 году — и там же в 1984 году была названа улица в его честь.
В качестве одного из персонажей Шилль показан в фильме «Кольберг». Актёр Густав Диссль.
После неудачной попытки «Пивного путча», предпринятой Адольфом Гитлером 9 ноября 1923 года, сбежавший в австрийский Зальцбург соратник Гитлера старший лейтенант Герхард Россбах создал молодёжную организацию «Шилльюгенд», названную им в честь Фердинанда фон Шилля.